# HD 91106
HD 91106，又名BD-06 3173，SAO 137614、HR 4122，是一颗恒星，视星等为6.2，位于銀經253.49，銀緯41.37，其B1900.0坐标为赤經10h 25m 58.3s，赤緯-7° 41.37′ 28″。